# 上ノ国町

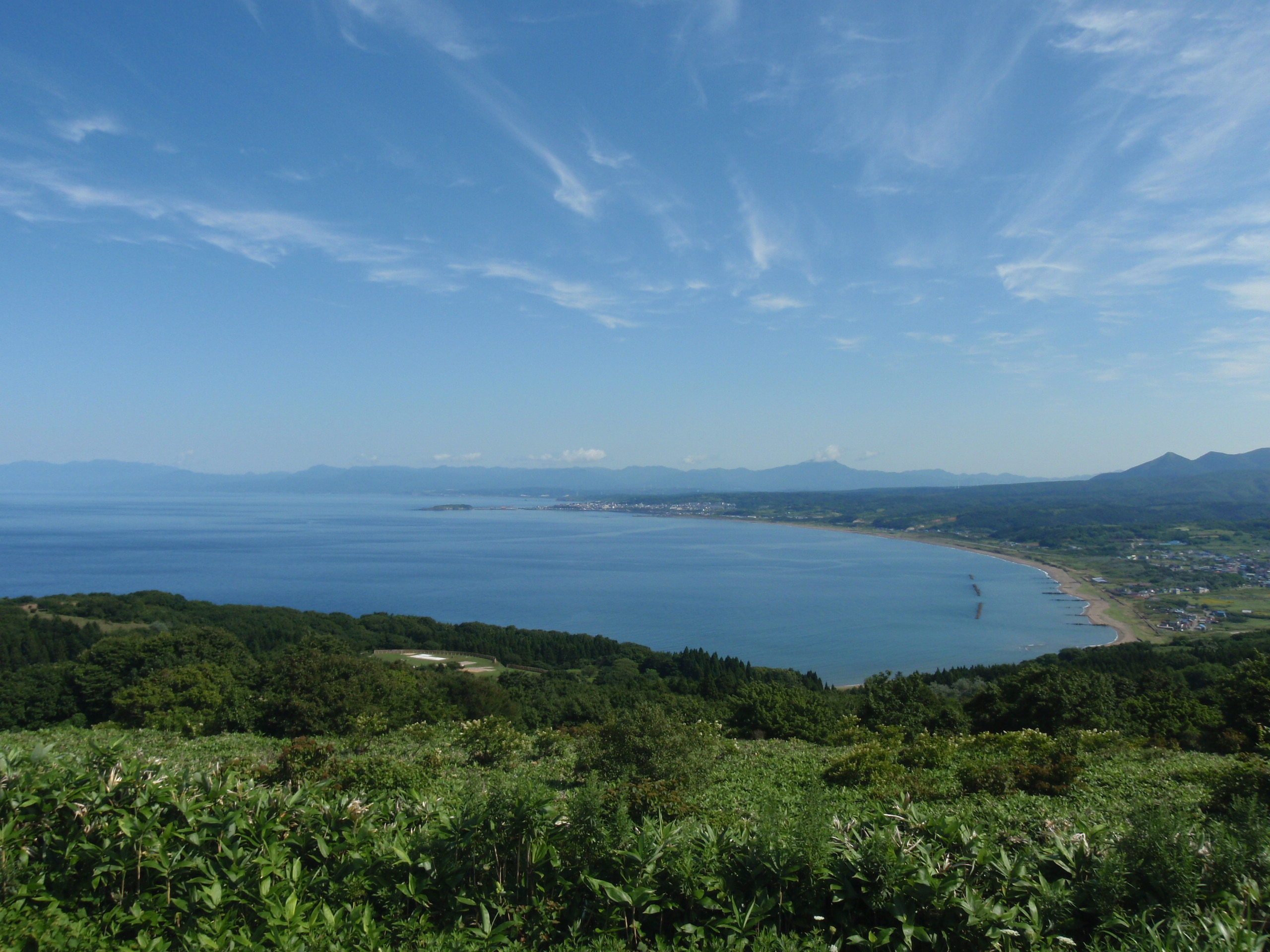
夷王山から見る上ノ国町北部の海岸線、奥は江差町

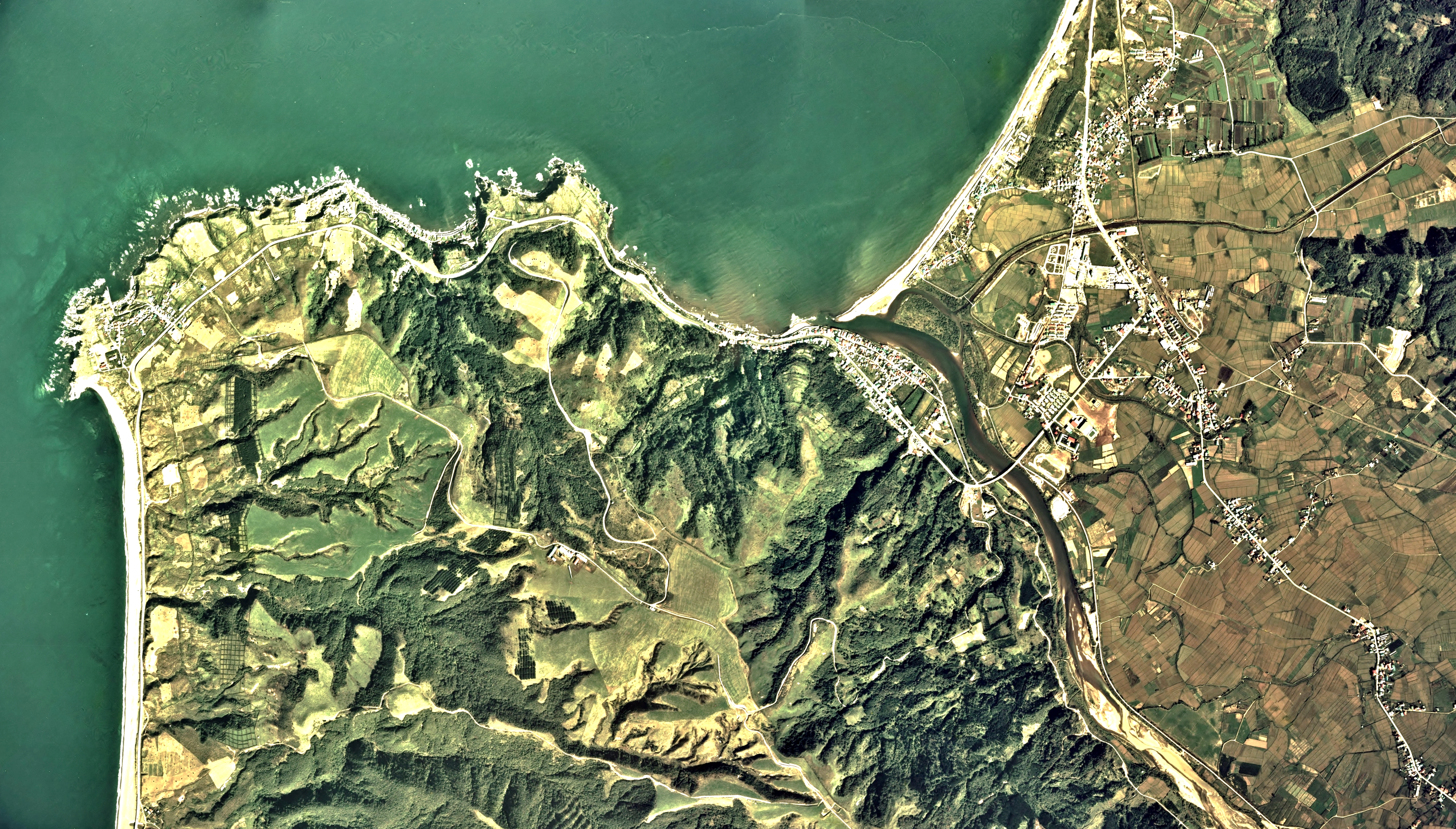
上ノ国町中心部周辺の空中写真。1976年撮影の3枚を合成作成。
。

上ノ国町（かみのくにちょう）は、北海道南西部、檜山振興局管内最南端にある町。檜山郡に属する。日本海に臨む農漁業のまちである。

## 地理
渡島半島の南西部、松前半島の付け根部分を占める。西は日本海に面しており、北には檜山振興局所在地の江差町が隣接する。東と南は大千軒岳をはじめとする松前半島の脊梁をなす山々によって渡島総合振興局管内の各町と隔てられている。
木古内町との境にある尖岳（とんがりだけ）に源を発する天の川が北西に流れ、中心市街のある町北部の海岸で日本海に注いでいる。これに沿うようにJR江差線が通っていた。天の川沿いに農業を、海岸沿いに漁業を主とする集落が点在している。「天の川きららトンネル」がある。
中心市街から西に約3km行くと、海にやや突き出す形で夷王山がそびえる。中世に松前氏の祖が勝山館を築いた地で、当時の墳墓群もある。山頂からは日本海と上ノ国市街を一望できる。周辺は野草の宝庫で、檜山道立自然公園の一部ともなっている。
気候は沿岸を流れる対馬海流による影響が大きく、北海道の中では非常に温暖で積雪が少ないが、雨は多い。一年を通じて風が強く小規模ながら風力発電も行われている。
- 山 : 大千軒岳、七ツ岳、尖岳、瓜谷山、八幡岳、夷王山 (159m)
- 河川 : 天の川（登録名は「天野川」、二級河川）、石崎川（二級河川）
- 湖沼 : あすなろ湖（上ノ国町字北村からの細い山道をずっと進んでいけば出現する。（所在地：上ノ国町字豊田））

### 隣接する自治体
- 檜山振興局
  - 檜山郡：江差町、厚沢部町
- 渡島総合振興局
  - 上磯郡：木古内町、知内町
  - 松前郡：松前町、福島町

## 歴史
上ノ国は北海道で最も早い時期に和人が定住した地であるとされる。1189年、源頼朝が奥州の藤原氏を攻めた際に、糠部や津軽の人々が上ノ国付近まで逃れたという。
鎌倉時代以降蝦夷地は安東氏の管轄とされたが、本格的に蝦夷地の支配に乗り出したのは15世紀初頭、渡島半島各地に砦を築いて以降のことである。この砦は「館」（たて）と呼ばれ、この時期築かれた12余りの館は「道南十二館」と総称されている。このとき函館の周辺は「下之国」、上ノ国や江差の周辺は「上之国」と称された。これが町名の由来である。このころの上ノ国は松前や箱館とともに蝦夷地を代表する港であり、十二館の一つとして作られた花沢館は「上之国」地域の中心拠点として機能した。
1456年にはコシャマイン率いるアイヌ人の蜂起があり、和人の諸館が次々に陥落したが、花沢館主・蠣崎季繁の客将であった武田信広が指揮する軍がコシャマインを討ち取り、これを平定した。信広はこれを機に蠣崎家を継ぐこととなる。信広は花沢館の近傍に勝山館、洲崎館を築き、上ノ国は蠣崎氏による蝦夷地支配の拠点となった。
1514年、二代の光広は松前に本拠を移したが、勝山館に城代を置いた。その後も上ノ国は檜山地域の政治・経済・軍事の中心であったが、江戸時代に入った1678年、江差に檜山番所が作られると拠点機能も江差へと移り、上ノ国の役割は次第に小さくなっていった。

### 沿革
- 縄文時代より栄えた。
- 658年（斉明天皇4年） - 阿部比羅夫、有馬浜（現在の十三湖中島付近）に渡島蝦夷を集め饗応する。
- 1454年（享徳3年） - 武田信広が、蠣崎季繁の居館花沢館に拠る。
- 1456年（康正2年） - コシャマインの乱が起こる。
- 1456年（康正2年） - 砂館神社の創建。
- 1578年（天正6年） - 蠣崎正広が織田信長に謁見する。
- 1590年（天正18年） - 若宮社創立。大蔵鰊伝説おこる。
- 1618年（元和4年） - 宣教師デ・アンジェリス、松前に渡る途中、上ノ国天河に上陸する。
- 1665年（寛文5年） - 僧円空が訪れ、自作の仏像を残す。
- 1669年（寛文9年） - シャクシャインの戦い。
- 1724年（享保9年） - 奥尻島神威山噴火。
- 1724年（明和9年） - 上ノ国に専念寺（清浄寺）が建てられる
- 1879年（明治12年） - 上ノ国外六村戸長役場が設置される。
- 1902年（明治35年）4月1日 - 上ノ国村、木ノ子村、汐吹村、石崎村、小砂子村、大留村、北村の7村を併せて上ノ国村とし、二級町村制施行。
- 1967年（昭和42年）3月1日 - 町制施行して上ノ国町となる。

## 行政
町長
工藤昇（くどう のぼる・2002年（平成14年）6月5日就任 6期目、任期は2026年（令和8年）6月まで（予定））

## 経済

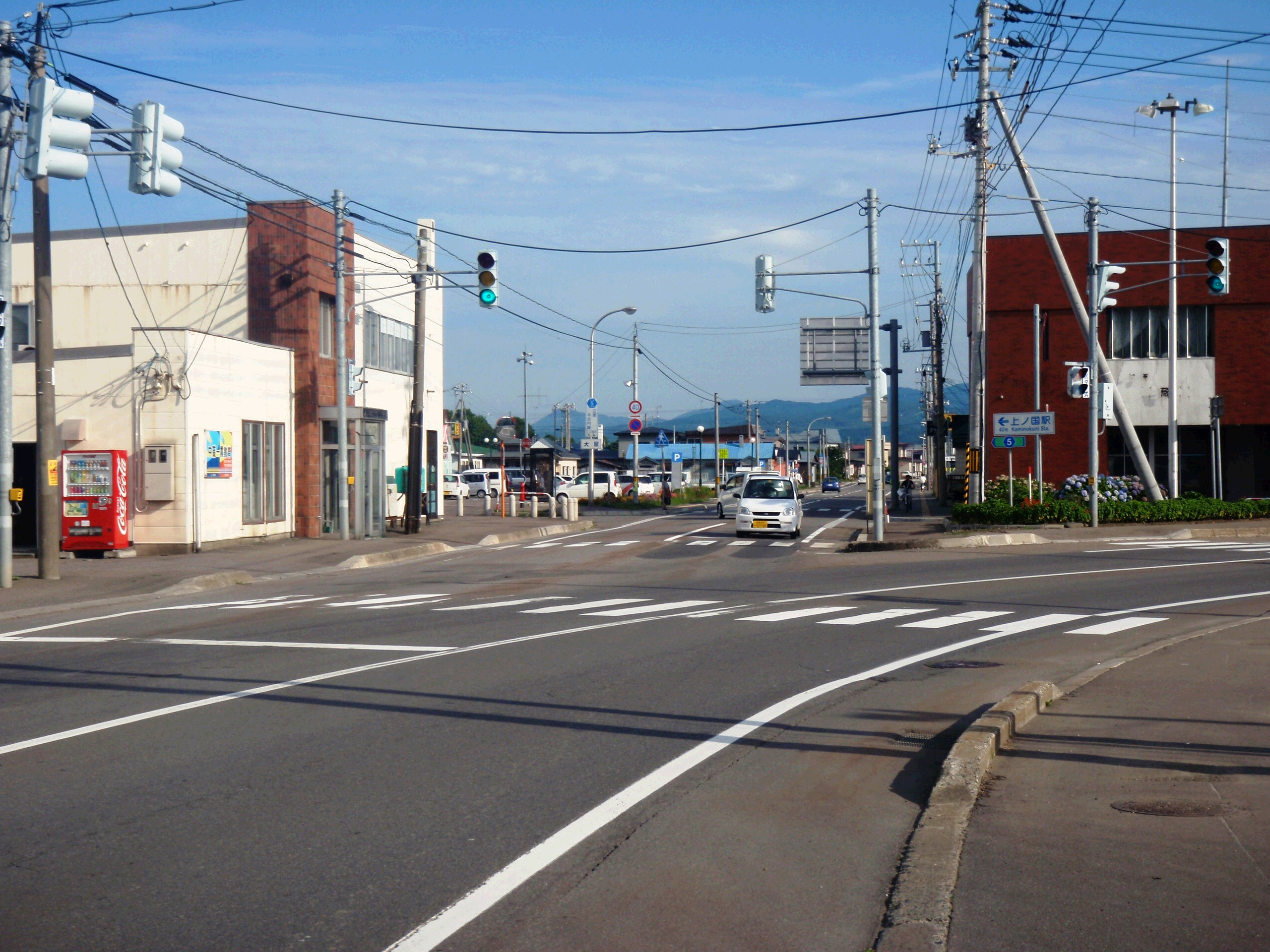
上ノ国町中心部

### 産業
2000年国勢調査によれば上ノ国町の産業別就業人口割合は、第1次産業14.0%、第2次産業42.2%、第3次産業43.8%であり、第1次産業の割合が比較的高い。
第1次産業
農業は野菜、稲作、養豚の生産額が大きい。漁業は近海でスケトウダラ、ホッケ、スルメイカを獲るが、零細漁業者も多い。近年では漁家の経営安定を目的に「海洋牧場」と銘打って海面養殖を推進しており、アワビ、ウニなどを生産している。
第2次産業
建設業に従事する者が多い。かつては、石崎川上流にマンガンの上国（じょうこく）鉱山があった。天の川上流の平成上ノ国鉱山特産の鉱石・ブラックシリカは遠赤外線を放射することから岩盤浴などに利用され注目されている。

### 立地企業
- 中外鉱業株式会社上国鉱山（1986年5月閉山）[1]
- 上ノ国ウインドファーム

### 農協・漁協
- 新函館農業協同組合（JA新はこだて）上ノ国支店
- ひやま漁業協同組合上ノ国支所

### 郵便局
- 上ノ国郵便局（集配局）
- 湯ノ岱郵便局
- 檜山石崎郵便局

### 宅配便
- ヤマト運輸：函館主管支店江差かもめ島センター（江差町）
- 佐川急便：江差営業所（江差町）
- 日本通運：函館支店自動車営業課（函館市）

## 公共機関

### 警察
- 江差警察署上ノ国駐在所

### 消防
- 檜山広域行政組合上ノ国消防署
  - 石崎分遣所
  - 湯ノ岱分遣所

## 姉妹都市
- 市浦村（現・五所川原市）（青森県）
  - 1988年（昭和63年）11月6日姉妹都市提携
- 安土町（現・近江八幡市）（滋賀県）
  - 1997年（平成9年）11月1日姉妹都市提携

## 地域

### 人口
| |                                          |  |
| 上ノ国町と全国の年齢別人口分布（2005年） | 上ノ国町の年齢・男女別人口分布（2005年） |  |
| ■紫色 ― 上ノ国町 ■緑色 ― 日本全国 | ■青色 ― 男性 ■赤色 ― 女性                |  |
| 上ノ国町（に相当する地域）の人口の推移 \| 1970年（昭和45年） \| 10,275人 \| \| \| 1975年（昭和50年） \| 9,013人 \| \| \| 1980年（昭和55年） \| 8,803人 \| \| \| 1985年（昭和60年） \| 8,522人 \| \| \| 1990年（平成2年） \| 7,747人 \| \| \| 1995年（平成7年） \| 7,292人 \| \| \| 2000年（平成12年） \| 7,152人 \| \| \| 2005年（平成17年） \| 6,417人 \| \| \| 2010年（平成22年） \| 5,428人 \| \| \| 2015年（平成27年） \| 4,876人 \| \| \| 2020年（令和2年） \| 4,306人 \| \| |                                          |  |
| 総務省統計局 国勢調査より |                                          |  |
| 1970年（昭和45年） | 10,275人                                 |  |
| 1975年（昭和50年） | 9,013人                                  |  |
| 1980年（昭和55年） | 8,803人                                  |  |
| 1985年（昭和60年） | 8,522人                                  |  |
| 1990年（平成2年） | 7,747人                                  |  |
| 1995年（平成7年） | 7,292人                                  |  |
| 2000年（平成12年） | 7,152人                                  |  |
| 2005年（平成17年） | 6,417人                                  |  |
| 2010年（平成22年） | 5,428人                                  |  |
| 2015年（平成27年） | 4,876人                                  |  |
| 2020年（令和2年） | 4,306人                                  |  |

### 消滅集落
2015年国勢調査によれば、以下の集落は調査時点で人口0人の消滅集落となっている。
- 上ノ国町 - 字羽根差

### 教育
高等学校
- 北海道上ノ国高等学校（道立）

中学校
- 上ノ国町立上ノ国中学校

小学校
- 上ノ国町立上ノ国小学校
- 上ノ国町立河北小学校
- 上ノ国町立滝沢小学校(廃校)

大学（研究施設）
- 北海道大学北方生物圏フィールド科学センター森林圏ステーション檜山研究林[3]

## 交通

### 空港
函館空港（函館市）が至近。

### 鉄道
町内を鉄道路線は通っていない。鉄道を利用する場合の最寄り駅は、北海道旅客鉄道（JR北海道）北海道新幹線および道南いさりび鉄道道南いさりび鉄道線木古内駅。

#### 廃止された鉄道路線
以前は北海道旅客鉄道江差線があり同線内に神明駅、湯ノ岱駅、宮越駅、桂岡駅、中須田駅および上ノ国駅が設置されていたが、これらの駅を含む木古内駅-江差駅間が2014年5月12日に廃止され、残りの区間も2016年3月26日に道南いさりび鉄道へ移管された。

（なお鉄道駅とは異なるが、湯ノ岱駅と宮越駅の間に天ノ川駅という、鉄道駅を模したモニュメントが設置されていた。）

### バス
- 函館バス

### 道路
- 一般国道
  - 国道228号
- 北海道道
  - 北海道道5号江差木古内線
  - 北海道道607号石崎松前線
  - 北海道道812号館町福島線
- 道の駅
  - 上ノ国もんじゅ

### 船舶
- 上ノ国漁港
- 石崎漁港1943年から1953年まで上ノ国森林軌道が接続[4]

## 名所・旧跡・観光スポット・祭事・催事

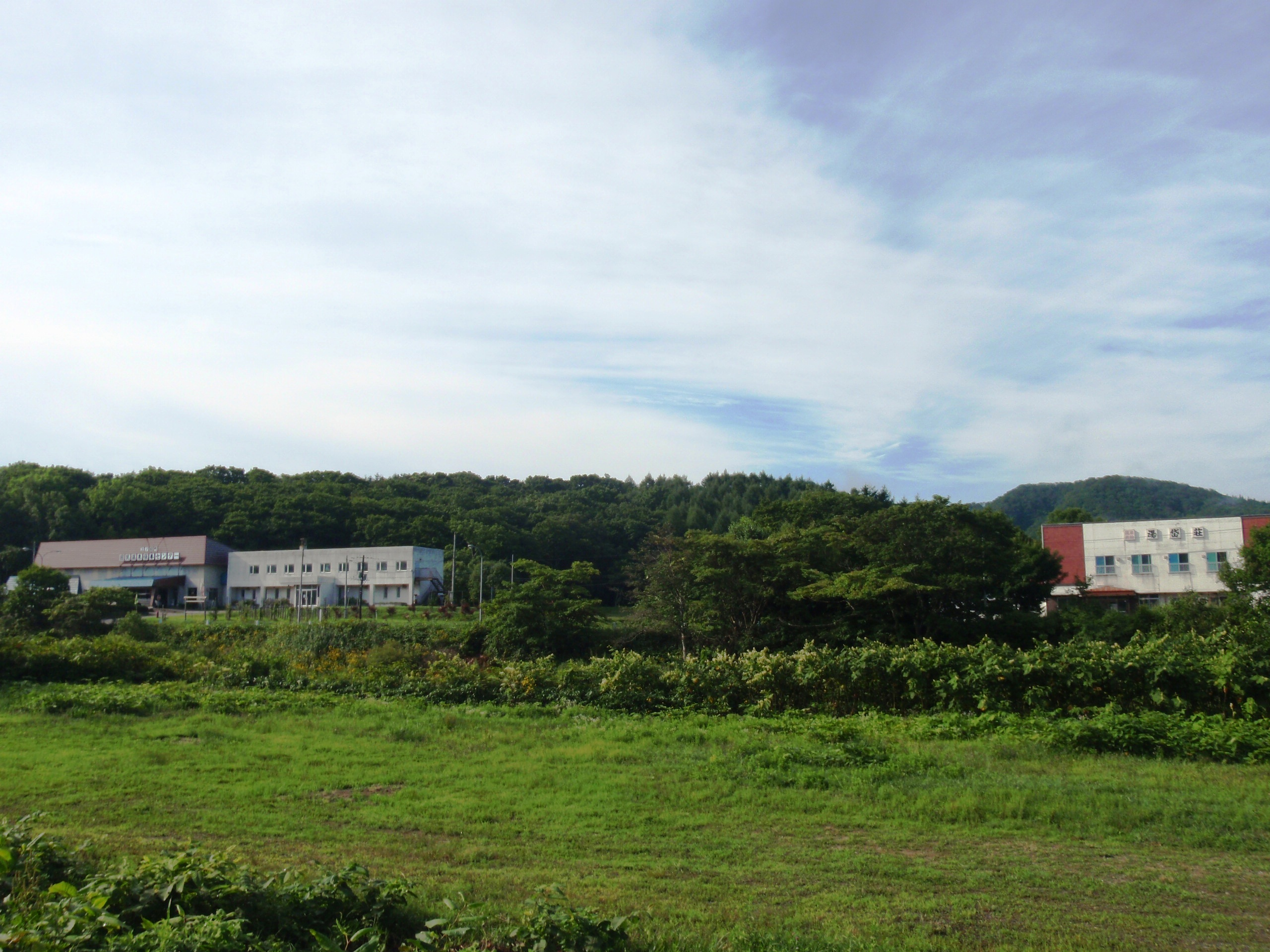
湯ノ岱温泉

### 文化財

#### 重要文化財（建造物）
- 上国寺本堂 - 北海道最古と伝えられる古刹
- 旧笹浪家住宅（北海道檜山郡上ノ国町）主屋・土蔵 - 代々ニシン漁を営んだ旧家

#### 重要文化財（美術工芸品）
- 北海道上之国勝山館跡出土品 - 勝山館跡ガイダンス施設

#### 登録有形文化財
- 石崎漁港トンネル

#### 史跡
- 上之国館跡 花沢館跡（道南十二館のひとつ）・洲崎館跡・勝山館跡・比石館跡

#### その他
- 砂館神社本殿 - 洲崎館跡にある。道指定有形文化財
- 上ノ国八幡宮本殿 - 道指定有形文化財
- 清浄寺本堂 - 上ノ国町指定有形文化財
- 久末家住宅主屋・物置 - 上ノ国町指定有形文化財
- 円空作十一面観音立像 - 道指定有形文化財、上ノ国観音堂蔵
- 上ノ国町指定有形文化財（美術工芸品）29件 - 上ノ國八幡宮など
- 円空作仏像観音座像 - 上ノ国町指定有形民俗文化財、上ノ国観音堂。なお、上ノ国町指定有形文化財に指定されたものがほかに4体ある。
- 石崎奴 - 上ノ国町指定無形民俗文化財、石崎奴保存会
- 大留鹿子舞 - 上ノ国町指定無形民俗文化財、大留鹿子舞保存会

#### 神社
- 上ノ國八幡宮[5]
- 大崎稲荷神社 - 大崎[6]
- 砂館神社 - 北村[7]
- 瀧澤神社 - 扇石[8]
- 川裾神社 - 向浜[9]
- 八幡神社[10]
- 稲荷神社
- 愛宕神社
- 山神社

#### 寺院
- 上國寺（上国寺）[11]
- 清浄寺

### イベント
- 夷王山まつり（6月）
- 上ノ國八幡宮例大祭（9月）
  - 徒士（かち）行列、社殿では伝統神楽

### 温泉
- 湯ノ岱温泉 - 国民保養温泉地
- 花沢温泉

### その他
- 天ノ川駅 - JR江差線にあった、駅に似せた構造物。
- 天の川ふれあい広場
- 旧中外鉱業株式会社上国鉱山 - ペンシル型の焙焼炉が廃墟スポットになっている。

## 出身有名人
- 杉田尚（漫画家）
- 滝本竜彦（作家）
- 松坂有祐（実業家）
- 室塚一也（日本初の車いすマラソンプロ選手）
- 布施美樹（隻腕力士）